# Talismán (Chiapas)
Talismán es una localidad del estado mexicano de Chiapas. Es parte del municipio de Tuxtla Chico.

## Demografía
| Gráfica de evolución demográfica |
|                                  |

| Censo | Población |
| ----- | --------- |
| 1930  | 11        |
| 1940  | 17        |
| 1950  | 64        |
| 1960  | 96        |
| 1970  | 189       |
| 1980  | 224       |
| 1990  | 312       |
| 2000  | 783       |
| 2010  | 1 311     |
| 2020  | 1 791     |